# Héctor Neris
Héctor Neris (né le 14 juin 1989 à Villa Altagracia, San Cristóbal, République dominicaine) est un lanceur de relève droitier des Ligues majeures de baseball jouant avec les Cubs de Chicago.

## Carrière
Héctor Neris signe son premier contrat professionnel en 2010 avec les Phillies de Philadelphie,.
Il fait ses débuts dans le baseball majeur avec Philadelphie en 15e manche du match du 5 août 2014 face aux Astros de Houston. Après que Neris eut lancé une manche sans accorder de point, les Phillies marquent en fin de 15e pour lui donner sa première victoire dans les majeures.